# Conrad Pflüger
Conrad Pflüger lub Konrad Pflüger (ur. 1450 w Szwabii, zm. 1506 lub 1507 w Lipsku) – jeden z wiodących architektów i budowniczych późnego gotyku, architekt miasta Zgorzelca i faworyt książąt Saksonii, projektant kościoła Wszystkich Świętych w Wittenberdze, kościoła św. Anny w Annabergu-Buchholz czy Świętego Grobu w Görlitz